# Steven Swanson
Steven Ray Swanson (født 3. december 1960 i Syracuse, New York) er NASA astronaut og har fløjet to rumfærge-flyvninger. Swanson har været missionsspecialist på rumfærge-flyvningerne STS-117 og STS-119 begge til Den Internationale Rumstation.